# Liste des conseillers généraux de la Somme de 1979 à 1982
Cet article dresse la liste des 44 membres du Conseil général de la Somme élus lors de l'élection cantonale de 1979, ainsi que les changements intervenus en cours de mandature.

## Composition du conseil général de laSomme(44 sièges)

### Assemblée départementale durant la mandature
| Parti                              | Parti                            | Sigle | Sigle   | Élus | Élus | Groupe                  |
| ---------------------------------- | -------------------------------- | ----- | ------- | ---- | ---- | ----------------------- |
| Droite (22 sièges)                 |                                  |       |         |      |      |                         |
| Union pour la démocratie française | Mouvement démocrate-socialiste   |       | UDF-MDS | 10   | 16   | Majorité départementale |
| Union pour la démocratie française | Centre des démocrates sociaux    |       | UDF-CDS | 5    | 16   | Majorité départementale |
| Union pour la démocratie française | Parti républicain                |       | UDF-PR  | 1    | 16   | Majorité départementale |
| Rassemblement pour la République   | Rassemblement pour la République |       | RPR     | 3    | 3    | Majorité départementale |
| Divers droite                      | Divers droite                    |       | DVD     | 3    | 3    | Majorité départementale |
| Gauche (22 sièges)                 |                                  |       |         |      |      |                         |
| Parti communiste français          | Parti communiste français        |       | PCF     | 12   | 12   | Communiste              |
| Parti socialiste                   | Parti socialiste                 |       | PS      | 10   | 10   | Socialiste              |
| Président du Conseil Général       |                                  |       |         |      |      |                         |
| Max Lejeune (UDF-MDS)              |                                  |       |         |      |      |                         |

## Liste des conseillers généraux de la Somme
| Canton                 | Conseillers               | Partis | Partis  | Groupes                 |
| ---------------------- | ------------------------- | ------ | ------- | ----------------------- |
| Abbeville-Nord         | André Leduc               |        | UDF-MDS | Majorité départementale |
| Abbeville-Sud          | Max Lejeune               |        | UDF-MDS | Majorité départementale |
| Acheux-en-Amiénois     | Jackie Pillon             |        | UDF-MDS | Majorité départementale |
| Ailly-le-Haut-Clocher  | Alain Louis-Jacques       |        | UDF-MDS | Majorité départementale |
| Ailly-sur-Noye         | Pierre Classen            |        | UDF-MDS | Majorité départementale |
| Albert                 | Fernand Demilly           |        | UDF-MDS | Majorité départementale |
| Amiens-Ouest           | Marie-Stéphanie Kaczmarek |        | PCF     | Communiste              |
| Amiens-Nord-Ouest      | Eliane Cosserat           |        | PCF     | Communiste              |
| Amiens-Nord-Est        | René Carouge              |        | PCF     | Communiste              |
| Amiens-Est             | Liliane Brunet            |        | PCF     | Communiste              |
| Amiens-Sud-Est         | Jean-Claude Broutin       |        | UDF-CDS | Majorité départementale |
| Amiens-Sud             | Hubert Henno              |        | UDF-PR  | Majorité départementale |
| Amiens-Sud-Ouest       | Gérard Moularde           |        | RPR     | Majorité départementale |
| Ault                   | Michel Couillet           |        | PCF     | Communiste              |
| Bernaville             | Jacques Becq              |        | PS      | Socialiste              |
| Boves                  | Pierre Desse              |        | DVD     | Majorité départementale |
| Bray-sur-Somme         | Fernand Adriaenssens      |        | UDF-MDS | Majorité départementale |
| Chaulnes               | Serge Bayard              |        | UDF-MDS | Majorité départementale |
| Comble                 | Albert Flinois            |        | UDF-CDS | Majorité départementale |
| Conty                  | Claude Jeunemaître        |        | UDF-CDS | Majorité départementale |
| Corbie                 | Claude Lemoine            |        | PCF     | Communiste              |
| Crécy-en-Ponthieu      | Charles Ponche            |        | PS      | Socialiste              |
| Domart-en-Ponthieu     | Gilbert Temmermann        |        | PS      | Socialiste              |
| Doullens               | Jean-Philippe Lebas       |        | PS      | Socialiste              |
| Gamaches               | Jacques Pecquery          |        | PCF     | Communiste              |
| Hallencourt            | Claude Jacob              |        | PCF     | Communiste              |
| Ham                    | Jean Goubet               |        | PCF     | Communiste              |
| Hornoy-le-Bourg        | Charles Dufour            |        | DVD     | Majorité départementale |
| Molliens-Dreuil        | Gabrielle Scellier        |        | UDF-CDS | Majorité départementale |
| Montdidier             | Gérard Flamand            |        | RPR     | Majorité départementale |
| Moreuil                | Marius Gardès             |        | PS      | Socialiste              |
| Moyenneville           | Pierre Chouquais          |        | PS      | Socialiste              |
| Nesle                  | Jean Blas                 |        | PS      | Socialiste              |
| Nouvion                | Ernest Lécuyer            |        | UDF-MDS | Majorité départementale |
| Oisemont               | Charles Bignon            |        | RPR     | Majorité départementale |
| Oisemont               | Jérôme Bignon             |        | RPR     | Majorité départementale |
| Péronne                | Edouard Guibeau           |        | PCF     | Communiste              |
| Picquigny              | René Régnier              |        | PCF     | Communiste              |
| Poix-de-Picardie       | Pierre Daniel             |        | DVD     | Majorité départementale |
| Roisel                 | Pierre Druin              |        | PCF     | Communiste              |
| Rosières-en-Santerre   | Jean Millet               |        | PS      | Socialiste              |
| Roye                   | Jacques Fleury            |        | PS      | Socialiste              |
| Rue                    | Gabriel Deray             |        | UDF-MDS | Majorité départementale |
| Saint-Valery-sur-Somme | Gilbert Gauthé            |        | PS      | Socialiste              |
| Villers-Bocage         | Pierre Claisse            |        | UDF-CDS | Majorité départementale |

Noms en gras : élus lors des élections cantonales de 1979